# Hadmar II. z Kuenringu
Hadmar II. z Kuenringu (1140? – 21. července 1217) byl rakouský ministeriál, syn Albera III. z rodu Kuenringů a neznámé Alžběty.

## Žalářník Richarda Lví srdce
Účastník křížové výpravy Richard I. Lví srdce (podezřelý z vraždy Konráda z Montferratu) se roku 1192 vracel domů ze Svaté země přes Korfu, Dubrovník, Zadar a Benátky. Z Benátek cestoval do Rakous a před Vánocemi 1192 se ubytoval v Erdbergu nedaleko Semmeringu. Ve zdejší krčmě byl údajně podle prstenu rozpoznán a zajat. Stal se vězněm rakouského vévody Leopolda, který nepřítele Říše umístil na hrad Dürnstein pod kuratelu Hadmara II. z Kuenringu. Richard byl Kuenringovým vězněm cca dva měsíce do konce února 1193, kdy byl předán císaři Jindřichovi VI.
Hadmar II. se do historie zapsal především založením města Vitoraz (Weitra); v análech rodového cisterciáckého kláštera Světlá je jmenován jako druhý fundátor.